# TOSLINK
TOSLINK（Toshiba Link），又称光纤音频电缆，是一种标准光纤连接系统，通常应用于消费级音频设备之数字音频信号的传输。该接口的软件层基于S/PDIF，但硬件层则使用光纤作为传输介质（S/PDIF可使用光纤或同轴电缆）。TOSLINK可传输两路未压缩的无损PCM信号或压缩后的5.1/7.1环绕音频信号（如杜比数字+或DTS-HD High Resolution Audio）。与HDMI不同的是，TOSLINK没有足够的带宽去传输无损的杜比TrueHD、DTS-HD Master Audio或超过两路的PCM信号。
虽然TOSLINK支持数种多编码格式及接头标注，但是最普遍是采用EIAJ/JEITA RC-5720型接头。该标准最高可传输波长为650纳米的红色光，实际工作波长视调制信号格式而定。

## 历史

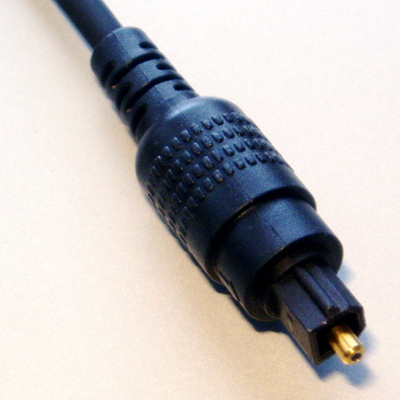
TOSLINK接头 (JIS F05)

TOSLINK最早应用于东芝旗下的CD播放器与调节器间PCM音频流的传输，其后TOSLINK快速覆盖到其他生厂商的CD播放器产品中。目前该接口广泛应用于视频播放器、电视机顶盒及电子游戏机的数字音频输出中。
TOSLINK是东芝的注册商标，由“TOShiba-LINK”转变而来。其他格式则有TOSlink或Tos-link。其正式通用名称则为EIAJ光纤端子。
ADAT Lightpipe或ADAT Optical与TOSLINK采用相同的接口（JIS F05）且使用光纤，故该线缆可与TOSLINK兼容，但ADAT Lightpipe的编码格式则与S／PDIF不兼容。

## 特性
由于光的高衰减性，塑膠光纖的有效传输距离只有5-10米。过度弯折可能对光纤造成暂时或永久性损伤。玻璃或二氧化硅制光纤的损耗更低，可以传输更长的距离，但价格更高且比较少见。
光纤对地环路或电磁干扰等电气问题并不敏感。

## 设计

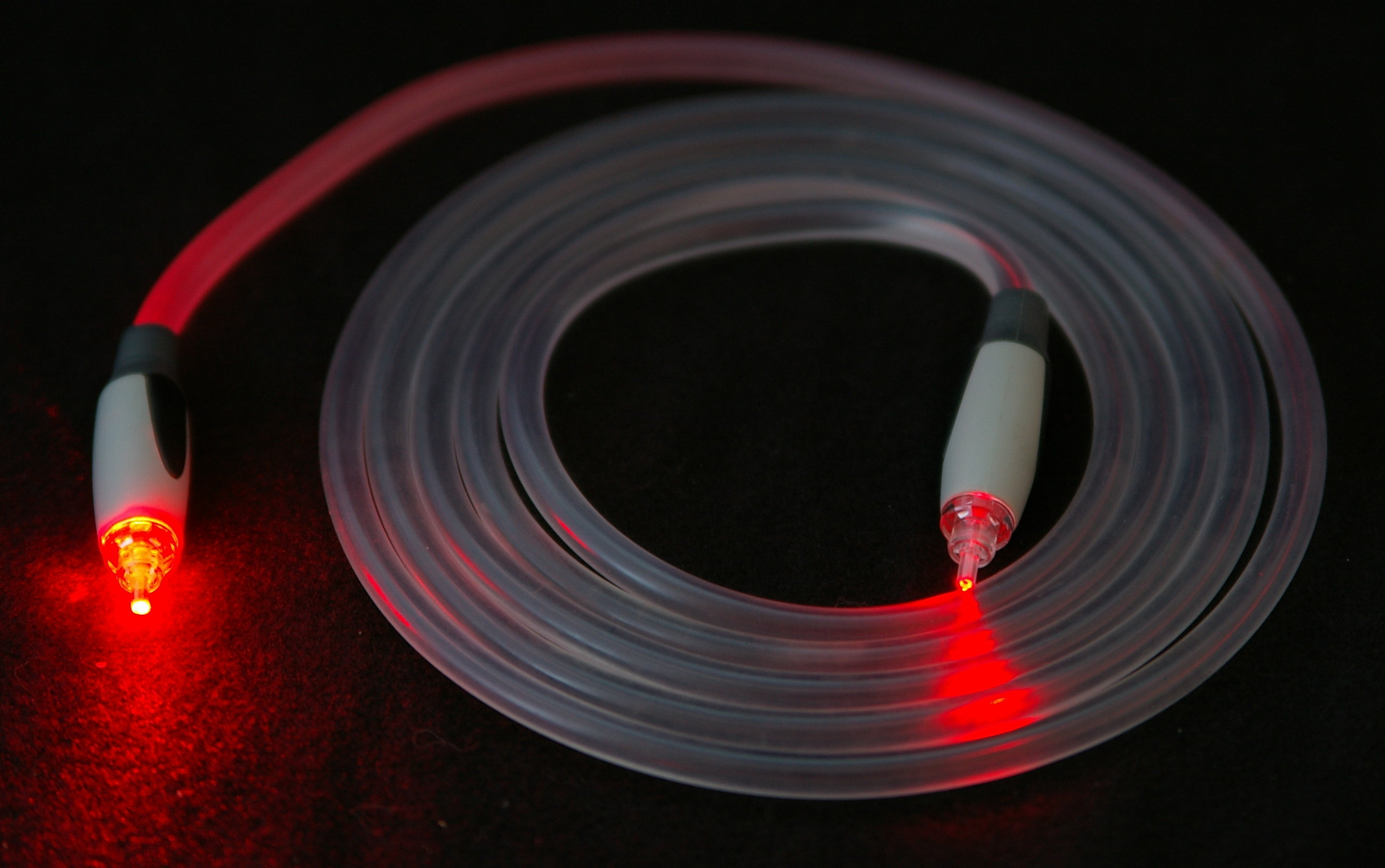
一條TOSLINK光纖音訊線由其中一頭點亮

多种材料能被用作TOSLIINK内的光纤线：根据应用带宽和需求有便宜的1 mm塑料光纤，高品質多鼓塑料光纤或者硅类玻璃光纤。TOSLINK普遍长度限制在5米，但局限于传输稳定问题，在不使用中继器时最多不长于10米。不过，近来的电子设备里（卫星接收器或是带有光纤接口的电脑）都能轻松使用长度超过30米且使用廉价（约几元钱每米）的光纤材料制成的TOSLINK线。TOSLINK传输使用的光波为650 nm (~461.2 THz)。

### Mini-TOSLINK

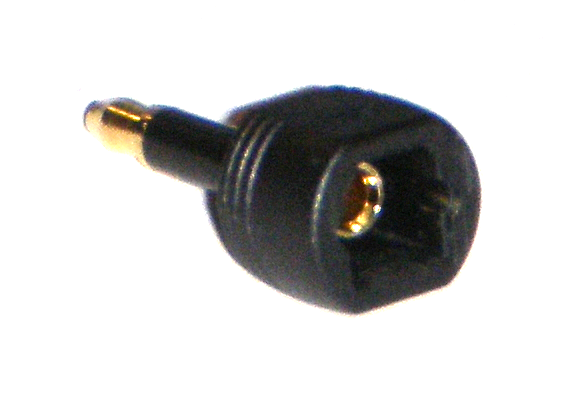
一隻Mini-TOSLINK轉接頭

Mini-TOSLINK 是一種標準化的光纖接頭，它相較一般用於大型消費者錄放音設備上的標準方頭 TOSLINK 接頭為小。該接頭大小與形狀和隨處可見的3.5立體聲音訊接頭（TRS端子）相仿。市面上也有將標準型 TOSLINK 接頭轉接至 Mini-TOSLINK 插座的轉接器。市面上還看得到 3.5 立體聲音訊接頭和 Mini-TOSLINK 混合式的插座，同時可用於前者或後者；在這種設計上，由於Mini-TOSLINK接頭較3.5mm音訊接頭來得長0.5mm，因此不用擔心金屬音訊接頭會傷到混合插座內部的LED。不少筆記型電腦以及可攜式數位音訊設備款式，譬如Google Chromecast Audio或是蘋果公司旗下的Airport Express以及iPod Hi-Fi都配備有這種接頭，以方便3.5mm接頭的耳機輸出或麥克風輸入，以至於Mini-TOSLINK數位輸出。

## 支持设备
部分型号的 Mac 电脑可以支持 Toslink 光纤输出，用于音频回放时最高可达192kHZ，其采用 mini-TOSLINK 接头。
- MacBook (2006－2012年)
- MacBook Pro（Retina 显示屏，13 英寸，2013 年末）至 MacBook Pro（Retina 显示屏，13 英寸，2015 年初）
- MacBook Pro（Retina 显示屏，15 英寸，2013 年末）至 MacBook Pro（Retina 显示屏，15 英寸，2015 年中）
- iMac（21.5 英寸，2014 年中）至 iMac（21.5 英寸，2014 年末）
- iMac（Retina 4K 显示屏，21.5 英寸，2015 年末）
- iMac（Retina 5k 显示屏，27 英寸，2014 年末）至 iMac（Retina 5k 显示屏，27 英寸，2015 年末）
- Mac Pro（2013 年末）
- Mac mini（2014 年末）
- Airport Express